# 发草
发草（学名：Deschampsia caespitosa），为禾本科发草属下的一个植物变种。